# Paridactus idactiformis
Paridactus idactiformis är en skalbaggsart som beskrevs av Stefan von Breuning 1964. Paridactus idactiformis ingår i släktet Paridactus och familjen långhorningar. Inga underarter finns listade i Catalogue of Life.